# Herrarnas spelartrupper i landhockey vid olympiska sommarspelen 2000
Herrarnas spelartrupper i landhockey vid olympiska sommarspelen 2000 bestod av tolv nationer.

## Grupp A

### Kanada
Coach: Shiaz Virjee

1. Hari Kant (GK)
2. Mike Mahood (GK)
3. Ian Bird
4. Alan Brahmst
5. Robin D'Abreo
6. Chris Gifford
7. Andrew Griffiths
8. Ken Pereira
9. Scott Mosher
10. Peter Milkovich (c)
11. Bindi Kullar
12. Rob Short
13. Ronnie Jagday
14. Sean Campbell
15. Paul Wettlaufer
16. Ravi Kahlon

### Tyskland
Coach: Paul Lissek

1. Christopher Reitz (GK)
2. Clemens Arnold (GK)
3. Philipp Crone
4. Christian Wein
5. Björn Michel
6. Sascha Reinelt
7. Oliver Domke
8. Christoph Eimer
9. Björn Emmerling
10. Christoph Bechmann
11. Michael Green
12. Tibor Weißenborn
13. Florian Kunz
14. Christian Mayerhöfer (c)
15. Matthias Witthaus
16. Ulrich Moissl

### Storbritannien
Coach: Barry Dancer

1. Simon Mason (GK)
2. David Luckes (GK)
3. Jon Wyatt (c)
4. Julian Halls
5. Tom Bertram
6. Craig Parnham
7. Guy Fordham
8. Ben Sharpe
9. Mark Pearn
10. Jimmy Wallis
11. Brett Garrard
12. Bill Waugh
13. Daniel Hall
14. Michael Johnson
15. Calum Giles
16. David Hacker

### Malaysia
Coach: Stephen van Huizen

1. Roslan Jamaluddin (GK)
2. Maninderijt Singh
3. Chua Boon Huat
4. Gobinathan Krishnamurthy
5. Kuhan Shanmuganathan
6. Nor Azlan Bakar
7. Chairil Anwar
8. Jiwa Mohan
9. Suhaimi Ibrahim
10. Mohammed Madzli Ikmar
11. Nor Saiful Zaini
12. Keevan Raj
13. Mirnawan Nawawi (c)
14. Calvin Fernadez
15. Shaiful Azli Abdul Rahman
16. Nasihin Ibrahim (GK)

### Nederländerna
Coach: Maurits Hendriks

1. Ronald Jansen (GK)
2. Bram Lomans
3. Diederik van Weel
4. Erik Jazet
5. Peter Windt
6. Wouter van Pelt
7. Sander van der Weide
8. Jacques Brinkman
9. Piet-Hein Geeris
10. Stephan Veen (c)
11. Marten Eikelboom
12. Jeroen Delmee
13. Guus Vogels (GK)
14. Teun de Nooijer
15. Remco van Wijk
16. Jaap-Derk Buma

### Pakistan
Coach: Ahmad Iftikhar

1. Ahmad Alam (GK) (c)
2. Ali Raza
3. Tariq Imran
4. Irfan Yousaf
5. Imran Yousaf
6. Waseem Ahmad
7. Mohammad Nadeem
8. Atif Bashir
9. Kamran Ashraf
10. Mohammad Sarwar
11. Mohammad Qasim (GK)
12. Sohail Abbas
13. Mohammad Shafqat
14. Sameer Hussain
15. Kashif Jawwad
16. Muhammad Anis

## Grupp B

### Argentina
Coach: Jorge Ruiz

1. Pablo Moreira (GK) (c)
2. Juan Pablo Hourquebie
3. Máximo Pellegrino
4. Matias Vila
5. Ezequiel Paulón
6. Mariano Chao
7. Mario Almada
8. Carlos Retegui
9. Rodrigo Vila
10. Tomás MacCormik
11. Santiago Capurro
12. Marcos Riccardi
13. Jorge Lombi
14. Fernando Zylberberg
15. Germán Orozco
16. Fernando Oscaris

### Australien
Coach: Terry Walsh

1. Michael Brennan
2. Adam Commens
3. Jason Duff
4. Troy Elder
5. James Elmer
6. Damon Diletti (GK)
7. Lachlan Dreher (GK)
8. Paul Gaudoin
9. Jay Stacy
10. Daniel Sproule
11. Stephen Davies
12. Michael York (c)
13. Craig Victory
14. Stephen Holt
15. Matthew Wells
16. Brent Livermore

### Indien
Coach: Vasudevan Baskaran

1. Devesh Chauhan (GK)
2. Dilip Tirkey
3. Lazarus Barla
4. Baljit Singh Saini
5. Thirumal Valavan
6. Ramandeep Singh (c)
7. Mukesh Kumar
8. Mohammed Riaz
9. Dhanraj Pillay
10. Baljit Singh Dhillon
11. Sameer Dad
12. Jude Menezes (GK)
13. Deepak Thakur
14. Gagan Ajit Singh
15. Sukhbir Singh Gill
16. Dinesh Nayak

### Sydkorea
Coach: Jeon Jae-Hong

1. Kim Yoon (GK)
2. Ji Seung-Hwan
3. Seo Jong-Ho
4. Kim Chel-Hwan
5. Kim Yong-Bae
6. Han Hyung-Bae
7. Kim Kyung-Seok
8. Kim Jung-Chul
9. Song Seung-Tae
10. Kang Keon-Wook (c)
11. Hwang Jong-Hyun
12. Lim Jung-Woo
13. Jeon Jong-Ha
14. Jeon Hong-Kwon
15. Yeo Woon-Kon
16. Lim Jong-Chun (GK)

### Polen
Coach: Jerzy Wybieralski

1. Paweł Sobczak (GK)
2. Paweł Jakubiak
3. Dariusz Małecki
4. Tomasz Szmidt
5. Robert Grzeszczak (c)
6. Zbigniew Juszczak
7. Rafał Grotowski
8. Krzysztof Wybieralski
9. Tomasz Choczaj
10. Piotr Mikuła
11. Tomasz Cichy
12. Dariusz Marcinkowski
13. Łukasz Wybieralski
14. Aleksander Korcz
15. Eugeniusz Gaczkowski
16. Marcin Pobuta (GK)

### Spanien
Coach: Antonio Forrellat

1. Ramón Jufresa (GK)
2. Bernardino Herrera (GK)
3. Joaquim Malgosa (c)
4. Jaime Amat
5. Francisco "Kiko" Fábregas
6. Juan Escarré
7. Jordi Casas
8. Pablo Amat
9. Eduard Tubau
10. Javier Arnau
11. Ramón Sala
12. Juan Dinarés
13. Josep Sánchez
14. Pablo Usoz
15. Xavier Ribas
16. Rodrigo Garza